# Ophryophryne synoria
Ophryophryne synoria é uma espécie de anfíbio anuro da família Megophryidae. Está presente no Cambodja. A UICN classificou-a como vulnerável.